# Theaterpädagogisches Zentrum
Theaterpädagogische Zentren (TPZ) sind Einrichtungen, die zunächst regional theaterpädagogische Aktivitäten fördern, unterstützen und ihre Akteure miteinander vernetzen sowie aus- und fortbilden. Theaterpädagogische Zentren sind Knotenpunkte sowohl regionaler als auch überregionaler bis hin zu internationaler Vernetzung von Theatern, Einrichtungen der kulturellen und ästhetischen Bildung sowie sozialer Einrichtungen.
Zu den Angeboten beziehungsweise Aufgaben von Theaterpädagogischen Zentren gehören meist:
- Die theaterpädagogische Aus- und Weiterbildung
- Feste Theatergruppen für Kinder, Jugendliche und Erwachsene
- Zeitlich begrenzte Projekte wie Projektwochen, Ferienspiele und Workshops
- Beratung und Unterstützung in Fragen der Spielleitung
- Vermittlung von Theaterpädagogen an andere Institutionen
- Veranstaltung von Festivals, Fachtagungen, Symposien, Konferenzen
- Veranstaltung von Gastspielen für Kinder und Jugendliche
- Verleih von Licht- und Tontechnik und anderen Materialien

In Deutschland existieren unter anderem die folgenden Theaterpädagogischen Zentren:
- TPZ Hannover und Umgebung, seit 2020
- Interkulturell-Aktiv (Berlin), seit 2014
- Kreativhaus TPZ Berlin
- TPZ Off-Theater nrw Neuss, seit 1995
- TPZ Köln, 1982
- TPZ Lingen, seit 1980
- TPZ Münster
- TPZ Mittlere Elbe (Lutherstadt Wittenberg + Dessau-Roßlau)
- TPZ Ruhr
- TPZ Nürnberg, 1993
- TPZ Rhein-Main (Schultheater-Studio Frankfurt)
- TPZ Herford
- Theaterwerkstatt Heidelberg
- TPZ Hildesheim, 2007
- TPZ Saarbrücken
- TPZ Erzgebirgskreis 1994
- TPZ Sachsen (mit Sitz in Dresden), seit 2001
- TPZ Braunschweig, seit 2013
- TPZ am DAS DA Theater Aachen, seit 2014
- TPZ BW (mit Standorten in Reutlingen, Freiburg, Konstanz, Schwäbisch Hall, Stuttgart und Ulm), seit 1986

Weitere:
- Theaterpädagogisches Zentrum Brixen